# Elymniopsis angustata
Elymniopsis angustata är en fjärilsart som beskrevs av Max Bartel 1905. Elymniopsis angustata ingår i släktet Elymniopsis och familjen praktfjärilar. Inga underarter finns listade i Catalogue of Life.